# Deb (souborový formát)
Deb je archiv balíčkovacího systému distribuce Debian. Balíčky Debianu jsou obvykle také používány v derivátech této distribuce (Ubuntu a další). Tyto balíčky obsahují dva zagzipované nebo zabzipované tar archívy. Jeden z nich obsahuje kontrolní informace a druhý instalovaná data.
Jako balíčkovací systém se obvykle užívá dpkg nebo jeho nadstavba apt. Deb balíčky mohou být zkonvertovány na ostatní formáty (např. rpm) pomocí programu Alien.
Některé balíčky jádra Debianu jsou dostupné jako udeb („mikro deb“) a jsou obvykle používány pro spouštění instalace Debianu. Ačkoli tyto balíčky používají koncovku .udeb a mají stejnou strukturu jako běžné .deb balíčky, nejsou instalovatelné na běžném systému.